# Peringueyella
Peringueyella es un género de saltamontes longicornios de la subfamilia Saginae. Se distribuye en el sur de África.

## Especies
Las siguientes especies pertenecen al género Peringueyella:
- Peringueyella jocosa Saussure, 1888
- Peringueyella macrocephala (Schaum, 1853)
- Peringueyella rentzi Kaltenbach, 1981
- Peringueyella zulu Kaltenbach, 1971